# Jeřáboplodec
Jeřáboplodec (x Sorbaronia) je označení pro křížence jeřábu (Sorbus) a aronie (Aronia). Je to opadavý strom nebo keř, dosahující výšky od dvou do pěti metrů. Listy jsou dlouhé 3–8 cm, vykrajované, různě laločnaté či pilovité, většinou plstnaté. Kvete bíle, v květnu až červnu, květy jsou v hustých chocholících. Plody jsou kulaté, nebo hruškovitého tvaru, červené, černající. Jeřáboplodce jsou zřídka pěstované ovoce, nebo zvláštnost v dendrologických sbírkách.

## Nároky
Poroste dobře na propustných a na živiny chudých půdách, ale snese i vlhko. Je odolný proti chladnu, celkem dobře snáší i sušší podmínky. Může trpět houbovými chorobami. Má rád dostatek slunečního záření, ale roste dobře i v zastínění.

## Druhy
- jeřáboplodec horský (Sorbaronia alpina)
- jeřáboplodec Dippelův (Sorbaronia dippelii, též Sorbus dippeli)
- jeřábloplodec klamný (Sorbaronia fallax)
- jeřáboplodec zvrhlý (Sorbaronia hybrida, též Aronia heterophylla, Sorbus heterophylla a Sorbaronia heterophylla)
- jeřáboplodec jeřábolistý (Sorbaronia sorbifolia, též Sorbus sargentii, Sorbus sorbifolia)